# Mixomelia melanostrota
Mixomelia melanostrota là một loài bướm đêm trong họ Noctuidae.